# Mezzanotte (romanzo Julien Green)
Mezzanotte (in francese: Minuit) è un romanzo di Julien Green pubblicato a Parigi presso l'editore Plon nel 1936.

## Storia editoriale
Tradotto in inglese, giapponese, romeno, ungherese, spagnolo, serbo, croato, russo, neogreco, tedesco, il libro è apparso in italiano nel 1944 nella traduzione di Enrico Emanuelli e riproposto, nella stessa traduzione, con introduzione di Giovanni Bogliolo nel 2009.

## Presentazione
Scritto in parallelo a un altro romanzo di Julien Green (Il visionario), Mezzanotte è il racconto delle vicende di Elisabeth, dapprima bambina decenne, poi fanciulla sedicenne. L'apparente similarità delle due opere ha prodotto una serie di studi, ma il legame effettivo tra questi due romanzi resta alquanto misterioso. Nella prefazione a Mezzanotte, il curatore Giovanni Bogliolo, che si avvale dell'unica traduzione attualmente disponibile in italiano, riporta almeno tre ipotesi di interpretazione fornite dall'autore (Julien Green) in momenti differenti della sua vita, tutte documentate da pagine di diario, ma nessuna risolutiva.

## Trama
In una giornata di freddo e pioggia insistente, due cugine vanno in carrozza ai piedi di una collina. Qui il conducente si rifiuta di proseguire oltre, per il fango, così la più giovane delle due, Blanche, raggiunge la sommità del colle da sola. Il suo scopo dichiarato è di vedere il passaggio di un treno dove dovrebbe esserci l'uomo di cui è innamorata, ma, quando Marie, la cugina più anziana, la raggiunge, Blanche si è piantata un coltello nel petto e i soccorsi sono inutili. Blanche muore a circa trent'anni, lasciando una bambina alle sue tre cugine, alquanto più anziane di lei.
La piccola Elisabeth, di dieci anni, viene ospitata da Marie. Il giorno dopo, arrivano anche Rose e Clementine, sorelle di Marie, e cominciano a litigare perché nessuna di loro vorrebbe dare la notizia alla bimba. Il baccano è tale che Elisabeth capisce tutto senza bisogno di spiegazioni e manifesta un contegno caparbio e ribelle verso Marie, che non la vuole più in casa. Accolta da Rose, Elisabeth non riceve da mangiare, né un letto, ma solo una stanza ingombra di ciarpame. Presa dal terrore, segue l'impulso di scappare dalla finestra. Prova ad andare da Clementine, ma anche qui ha un'esperienza traumatica: la vecchia cugina protende verso l'esterno un paio di forbici per respingere chiunque.
In fuga nella notte, Elisabeth non si accorge di un uomo che la sta cercando. Finisce al mercato coperto e si mette a dormire tra le casse. Ma un altro uomo l'ha vista e riesce a scovarla. Si tratta di un signore assai caritatevole che la porta a casa propria in un'altra città. Il signor Lerat è l'economo del liceo cittadino e ha due figlie molto vicine per età a Elisabeth. Quando i due arrivano, le bambine si risentono con Elisabeth, ma la signora Lerat non esita a farsi carico della nuova arrivata.
Passano gli anni. Elisabeth riceve lezioni di pianoforte, oltre che una buona educazione generale. A sedici anni comincia a provare le inquietudini dell'adolescenza. È bella e questo suscita la gelosia delle sorelle adottive che mettono in atto molte piccole e grandi angherie verso di lei. Un giorno arriva la cugina Marie per esigere che Elisabeth lasci quella casa e vada a finire gli studi in un luogo chiamato Fontfroide. Una figlia di Lerat viene così a sapere come è morta la madre di Elisabeth: le dice parole imperdonabili e ne riceve in cambio una gragnuola di schiaffi e tirate d'orecchi. La signora Lerat ha sentito e non appoggia la figlia, tuttavia, quando con Elisabeth torna nel salotto, ecco che il povero Lerat, dolorosamente colpito da tutti quegli eventi, è preso da un colpo e si affloscia nella morte.
Elisabeth deve raggiungere Fontfroide e a condurla è un uomo di nome Agnel. Ha saputo che a volerla in quel luogo è un misterioso signore di nome Edme, ma ancora non sa che è l'uomo per il quale la madre si è tolta la vita. Lo sapeva bene invece la cugina Marie, che tuttavia non esita ad accettare la richiesta di Edme. La proprietà di Fontfroide è un'ex abbazia dalla quale sono state allontanate le suore di un ordine religioso. La ragazza ha qualche soldo, donato dalla buona signora Lerat, che non approva tutto questo, ma non può opporsi alla volontà delle parenti di Elisabeth.
Fontfroide non è affatto una scuola, anzi, sembra un luogo deserto. Poco a poco Elisabeth incontra i vari abitanti, tutti succubi del signor Edme, che rimane celato. Ognuno di loro è geloso degli altri e non mancano i colpi bassi dell'uno verso l'altro. In particolare Agnel è continuamente umiliato oppure minacciato di allontanamento, nonostante il suo zelo per il lavoro al servizio degli altri. In pochi giorni Elisabeth si sente curiosa e non esita a esplorare il luogo e a parlare con chi incontra e capisce che a Fontfroide si sono capovolti il giorno con la notte e gli accoliti di Edme (tranne Agnel) passano il giorno a dormire.
Messa in guardia da Bernard, fratello di Edme e cieco, Elisabeth non trova la forza di fuggire dal luogo, finché una tarda sera, scopre un ragazzo di circa 17 anni che dorme in una stanza. Il ragazzo si chiama Serge e appena si rende conto di avere accanto la fanciulla, decide che è sua e le dimostra una volontà di possesso alquanto selvaggia. Destata nella sensualità, Elisabeth è affascinata da Serge e lo asseconda. I due decidono di scappare insieme, dopo che Serge avrà servito la cena agli abitanti di Fontfroide.
La cena svela la miseria in cui è caduta la dimora. Senza più forniture di gas, luce elettrica e telefono, gravati dai debiti, gli abitanti si scagliano gli uni verso gli altri e soprattutto deplorano che Edme abbia voluto aggiungere Elisabeth alle bocche che già sfama. E a questo punto fa la sua comparsa Edme, che li rimprovera di non essere come lui, staccati dalle cose materiali. L'uomo rivela anche l'amore che gli portava la madre di Elisabeth, donna da lui dapprima disprezzata, ma poi amata, al punto di voler proteggerne la figlia.
Allora Serge, munito di un fucile, obbliga Elisabeth a entrare nella sala da pranzo e dichiara che la ragazza non sarà per Edme, poi getta una lucerna nel giardino e fa cadere le candele dalla tavola. I due ragazzi si nascondono al piano superiore della casa. Sono avvertiti i gendarmi che tentano di salire, però Serge esce ad affrontarli col fucile e spara al povero Agnel. Rientrato da Elisabeth, le spiega come scendere dalla finestra. Egli la precede, ma perde la presa sulle pietre del muro. Elisabeth comprende che è arrivata la sua salvezza e si getta a sua volta, assaporando l'orrore dell'annientamento.

## Edizioni in italiano
- J. Green, Mezzanotte, traduzione di Enrico Emanuelli, Milano, Gentile editore, 1944.
- J. Green, Mezzanotte, traduzione di Enrico Emanuelli, introduzione di Giovanni Bogliolo, Milano, Longanesi, 2009.